# العلاقات الزيمبابوية الناوروية
العلاقات الزيمبابوية الناوروية هي العلاقات الثنائية التي تجمع بين زيمبابوي وناورو.

## مقارنة بين البلدين
هذه مقارنة عامة ومرجعية للدولتين:
| وجه المقارنة                                              | زيمبابوي | ناورو                          |
| --------------------------------------------------------- | --- | ------------------------------ |
| المساحة (كم2)                                             | 390.76 ألف | 21                             |
| عدد السكان (نسمة)                                         | 16.53 مليون | 10.08 ألف                      |
| الكثافة السكانية (ن./كم²)                                 | 42.3 | 48.00 ألف                      |
| العاصمة                                                   | هراري | ضاحية يارين                    |
| اللغة الرسمية                                             | لغة إنجليزية، اللغة الشونا، النديبيلية الشمالية ‏، لغة الشيشيوا، Barwe ‏، Kalanga language ‏، Tshwa language ‏، النداو ‏، اللغة التسونجا، لغة الإشارة الزيمبابوية ‏، اللغة السوتية، تونغا ‏، اللغة التسوانية، اللغة الفيندية، اللغة الكوسية | اللغة الناورونية، لغة إنجليزية |
| العملة                                                    | دولار أمريكي | دولار أسترالي                  |
| الناتج المحلي الإجمالي (بليون دولار)                      | 17.85 مليار | 113.88 مليون                   |
| الناتج المحلي الإجمالي (تعادل القوة الشرائية) بليون دولار | 27.88 مليار | 162.98 مليون                   |
| الناتج المحلي الإجمالي الاسمي للفرد دولار أمريكي          | 924 | 9.83 ألف                       |
| الناتج المحلي الإجمالي للفرد دولار أمريكي                 | 1.79 ألف |                                |
| مؤشر التنمية البشرية                                      | 0.509 |                                |
| رمز المكالمات الدولي                                      | +263 | +674                           |
| رمز الإنترنت                                              | .zw | .nr                            |
| المنطقة الزمنية                                           | ت ع م+02:00 | ت ع م+12:00                    |

## منظمات دولية مشتركة
يشترك البلدان في عضوية مجموعة من المنظمات الدولية، منها:
| علم المنظمة | اسم المنظمة                                 | تاريخ انضمام زيمبابوي | تاريخ انضمام ناورو |
| ----------- | ------------------------------------------- | --------------------- | ------------------ |
|             | مجموعة دول أفريقيا والكاريبي والمحيط الهادئ | ?                     | ?                  |
|             | الأمم المتحدة                               | 25 أغسطس 1980         | 14 سبتمبر 1999     |
|             | منظمة حظر الأسلحة الكيميائية                | ?                     | ?                  |
|             | منظمة الشرطة الجنائية الدولية               | ?                     | ?                  |
|             | الاتحاد الدولي للاتصالات                    | 10 فبراير 1981        | 10 يونيو 1969      |
|             | يونسكو                                      | 22 سبتمبر 1980        | 17 أكتوبر 1996     |
|             | الاتحاد البريدي العالمي                     | ?                     | ?                  |

## وصلات خارجية
- موقع وزارة الخارجية الزيمبابوية